# Uncut
Uncut — щомісячний британський журнал, основну увагу в якому приділяється музиці, а також є розділи, присвячені книжкам та фільмам.

## Про журнал
Перший випуск Uncut вийшов в травні 1997 року. Головним редактором журналу став Аллан Джонс (колишній редактор Melody Maker). В одному з інтерв'ю Джонс заявив: «Ідеї з Uncut виникли з мого власного розчарування в тому, що я робив у Melody Maker. З'явилася ідея зробити журнал для молодої аудиторії; я ставав старше та читачі все далі відходили від мене».
Журнал публікує статті про музичних виконавців, альбоми, фільми, а також інтерв'ю з музикантами та режисерами. У музичному плані журнал зосереджується на року та альтернативній музиці. Кожний випуск журналу включає в себе CD, на якому можуть міститися як новинки, так і старі композиції. Аллан Джонс також пише регулярну щомісячну колонку, присвячену історії його довгої кар'єри в музичній журналістиці. На обкладинках спеціальних випусків Uncut були Radiohead, Боба Ділан, Брюса Спрінгстін, The Byrds, Девід Боуї, Ерік Клептон, Джон Леннон, Pink Floyd, Queen, Мартін Скорсезе, Led Zeppelin та багато інших.
З травня 2006 року в Uncut був повністю прибраний розділ, присвячений книгам, і зменшений розділ про фільми.
2007 року щомісячний тираж журналу скоротився до 90,000 примірників. До другої половини 2009 року тираж скоротився до 75,518.

### Uncut Legends
IPC Media випускає окрему серію журналів Uncut Legends, які присвячені біографії якого-небудь артиста. Ця серія почалася 2003 року з випуску про Боба Ділана, під редакцією Найджела Вільямсона. Також виходили журнали, повністю присвячені Radiohead, Курту Кобейну, U2, Брюсу Спрінгстіну та Джону Леннону. Журнал про Леннона вийшов на день 25-ї річниці смерті екс-бітла. Редактором більшості випусків Uncut Legends є Кріс Хант.

### Uncut DVD
Наприкінці 2005 року видавалася спеціальна версія Uncut з DVD, на якому був представлений який-небудь класичний фільм. За словами директора IPC Media Ендрю Самнера, це було зроблено для того, щоб скласти конкуренцію таким виданням, як Ultimate DVD, DVD Review і DVD Monthly. Але незважаючи на позитивні відгуки в британській галузевій пресі, випуск Uncut DVD згорнули за виниклих проблем у IPC Media.

### Uncut Music Award
2008 року було проведено перше вручення премії Uncut Music Award. Зі списку 25 кандидатів, членами журі (які є музикантами або фахівцями в музичній індустрії) вибирається переможець. Переможцями минулих років були Fleet Foxes (2008), Tinariwen (2009), Пол Уеллер (2010) і Пі Джей Харві (2011).